# Matthias Müller
Matthias Müller, född 12 september 1982, schweizisk orienterare. Müller tävlar för den schweiziska klubben Bussola OK samt för den svenska klubben Södertälje-Nykvarn Orientering. Hans främsta individuella merit är guldet på sprintdistansen vid VM 2010.